# 대한청년단
대한청년단(大韓靑年團), 약칭 한청(韓靑)은 1948년 12월 19일에 대동청년단을 중심으로 서북청년회 등 여러 우익 청년 단체를 통합한 대한민국의 우익 청년 단체이다.
1952년 8월에 실시된 제2대 대통령 선거 후 집권당인 자유당의 내분과 함께 대한청년단의 내분이 장기간 지속되자, 1953년 9월 10일 이승만은 '대한청년단의 해산을 선포하고 청년단원들은 민병대에 편입한다'는 담화를 발표하였다.

## 개요
우익 청년 단체들 간의 암투가 치열해지고 다른 청년 단체들도 계속 우후죽순 생겨나자 이승만은 청년 단체들의 통합을 지시했다. 날이 갈수록 커지는 이범석의 조선민족청년단(족청)에 대한 견제의 필요성도 느꼈던 이승만의 그 지시의 결과로 탄생된 것이 이승만을 총재로 하는 준국가기구적 성격의 대한청년단이었다. 최고위원은 장택상, 지청천, 전진한, 노태준, 유진산, 서상천, 강낙원으로 단장은 신성모, 건설국장 겸 감찰부국장은 김두한이었다.
10개 도지부, 9개 서울 구지부, 17개 지방지부, 180개 시지부, 4천 230개의 군, 읍지부로 구성되었다. 48년 12월 31일 회원수는 300만에 달하는 거대 조직으로 성장했다. 대한청년단은 소속 청년단원들을 훈련시켜 예비역 장교로 임명하여 정규 군조직과 청년단 조직이라는 이원 체제로 운영했다. 그 후, 1949년 대한민국의 예비 군조직인 호국군이 폐지되면서 대한청년단을 청년방위대로 재편하여 예비군사조직으로 활용하였다. 후에, 한국 전쟁 와중에 청년방위대는 국민방위군 창설의 바탕이 된다.

## 역대 선거 결과

### 역대 총선 결과
|  | 0.1% |

|  | 3.3% |

### 역대 지방선거 결과
| 실시년도 | 선거            | 도의원 당선자 | 도의원 당선자 | 시의원 당선자 | 시의원 당선자 | 읍의원 당선자 | 읍의원 당선자 | 면의원 당선자 | 면의원 당선자 |
| 실시년도 | 선거            | 당선자 수     | 당선비율      | 당선자 수     | 당선비율      | 당선자 수     | 당선비율      | 당선자 수     | 당선비율      |
| -------- | --------------- | ------------- | ------------- | ------------- | ------------- | ------------- | ------------- | ------------- | ------------- |
| 1952년   | 1952년 지방선거 | 34/306        | 11.1%         | 40/378        | 10.6%         | 229/1115      | 20.5%         | 2574/16051    | 16%           |

## 같이 보기
- 이승만
- 신성모
- 김두한
- 대동청년단
- 서북청년회
- 조선민족청년단

## 참고 자료
- 《한국현대정치론》, 선거의 결과 분석 및 평가, 한배호 저, 오름(2000년, 413~414p)
- 《한국 학생운동사》, 정치적 배경, 이재오 저, 파라북스(2011년, 132~137p)